# 만덕도서관
만덕도서관은 부산광역시 북구에 있는 공립 도서관이다.

## 연혁
- 2002년 개관.